# Akkajärvi (Gällivare socken, Lappland, 743030-173276)
Akkajärvi är en sjö i Gällivare kommun i Lappland och ingår i Kalixälvens huvudavrinningsområde. Sjön har en area på 0,322 kvadratkilometer och ligger 371,6 meter över havet. Sjön avvattnas av vattendraget Lainisjoki.

## Delavrinningsområde
Akkajärvi ingår i det delavrinningsområde (743038-173308) som SMHI kallar för Ovan 742997-173508. Medelhöjden är 375 meter över havet och ytan är 7,33 kvadratkilometer. Det finns inga avrinningsområden uppströms utan avrinningsområdet är högsta punkten. Lainisjoki som avvattnar avrinningsområdet har biflödesordning 4, vilket innebär att vattnet flödar genom totalt 4 vattendrag innan det når havet efter 202 kilometer. Avrinningsområdet består mestadels av skog (72 procent) och sankmarker (22 procent). Avrinningsområdet har 0,43 kvadratkilometer vattenytor vilket ger det en sjöprocent på 5,8 procent.